# DePaul Blue Demons

Allstate Arena.

DePaul Blue Demons (español: los Diablos Azules de DePaúl) es la denominación que reciben los equipos deportivos de la Universidad DePaul, que se encuentra situada en Chicago, Illinois. Los equipos de los Blue Demons participan en las competiciones universitarias de la NCAA, en la Big East Conference.

## Equipos
Los Blue Demons tienen 13 equipos oficiales:
| Masculinos - Baloncesto - Cross - Fútbol - Atletismo - Tenis - Golf | Femeninos - Baloncesto - Cross - Fútbol - Atletismo - Tenis - Sófbol - Voleibol |

## Baloncesto

### Masculino
El equipo de baloncesto masculino es el más conocido de esta universidad, a pesar de que solamente han llegado en una ocasión a la Final Four de la NCAA, en el año 1979. Consiguieron además el título de la NIT, un torneo nacional por invitación, en 1945. De sus filas han salido muchos jugadores que han acabado jugando en la NBA, de entre los destacan Mark Aguirre, Terry Cummings o el mítico George Mikan.

### Femenino
El equipo de baloncesto femenino de la Universidad DePaúl llegó, en el año 2006, a los octavos de final del torneo de postemporada de la NCAA por primera vez en su historia. 

## Sófbol
El equipo de sófbol ha conseguido alcanzar las World Series universitarias en varias ocasiones en los últimos años.